# Farszad Alizade
Farszad Alizade (pers. فرشاد علیزاده; ur. 9 czerwca 1985) – irański zapaśnik w stylu klasycznym. Dwukrotny uczestnik mistrzostw świata, trzeci w 2009. Brązowy medal na igrzyskach azjatyckich w 2010. Złoty medal na mistrzostwach Azji w 2009. Pierwszy w Pucharze Świata w 2014, a drugi w 2011 i 2013. Mistrz Azji juniorów z 2004 roku.